# John William Ingram
 John William Ingram (n. 1924) es un botánico inglés.

## Algunas publicaciones

### Libros
- 1956. A Sectional Revision of Argythamnia, Subgenus Ditaxis (Euphorbiaceae). Editor Univ. of California, Berkeley, 230 pp.

## Honores

### Eponimia
- (Euphorbiaceae) Bertya ingramii T.A.James[1]

- (Orchidaceae) Brachionidium ingramii Luer & Dalström[2]

- (Rutaceae) Zieria ingramii J.A.Armstr.[3]
- La abreviatura «J.W.Ingram» se emplea para indicar a John William Ingram como autoridad en la descripción y clasificación científica de los vegetales.[4]

## Fuente
- Desmond, R. 1994. Dictionary of British & Irish Botanists & Horticulturists includins Plant Collectors, Flower Painters & Garden Designers. Taylor & Francis & The Natural History Museum, Londres.